# 15389 Ґефлорш
15389 Ґефлорш (15389 Geflorsch) — астероїд головного поясу, відкритий 2 жовтня 1997 року.
Тіссеранів параметр щодо Юпітера — 3,475.